# Michael Brück (Neonazi)
Michael Brück (* 2. Januar 1990 in Bergisch Gladbach) ist ein deutscher Neonazi. Er ist ehemaliger stellvertretender NRW-Landesvorsitzender der Kleinpartei Die Rechte, für die er seit April 2015 als Nachfolger von Dennis Giemsch dem Stadtrat von Dortmund angehört. Seit Ende 2020 ist er in Chemnitz bei der dort ansässigen rechtsextremistischen Partei Freie Sachsen aktiv, die dem Querdenker-Milieu entstammt. Dort arbeitet er zudem für den rechtsextremen Rechtsanwalt Martin Kohlmann.

## Werdegang
Brück gehörte zu den Führungsfiguren der Neonazi-Organisation Nationaler Widerstand Dortmund (NWDO). Nach dem Verbot des NWDO im Jahr 2012 gründete Brück mit anderen Rechtsextremisten wie Dennis Giemsch und Siegfried Borchardt am 15. September 2012 den NRW-Landesverband der Kleinpartei Die Rechte. Der Landesverband dient als Auffangbecken von Mitgliedern sogenannter Freier Kameradschaften und wird von Dennis Giemsch und Michael Brück dominiert. Brück kandidierte bei der Bundestagswahl 2013 für Die Rechte auf dem Listenplatz 3 der Landesliste in Nordrhein-Westfalen. Er nahm an der Demonstration der „Hooligans gegen Salafisten“ im Oktober 2014 in Köln teil.
Brück betrieb über mehrere Jahre hinweg einen Internet-Versandhandel, zunächst unter der Domain antisem.it, dann unter antisem-versand.org, der Nazidevotionalien und Zubehör für den Straßenkampf verkauft. Der Leiter des Verfassungsschutzes in Nordrhein-Westfalen, erklärte, ein Verbot des Unternehmens werde geprüft, denn „der Tenor ist antisemitisch“. Der Vorläufer des Shops, Resistore, unter der Verantwortung von Giemsch war 2012 ebenfalls verboten worden. Anfang 2015 erhielten mehrere Journalisten des Online-Magazins Ruhrbarone über soziale Medien Todesanzeigen mit ihren eigenen Namen. Auf den Todesanzeigen wurde auch Brücks Versandhandel antisem.it beworben.
Brück studierte seit dem Wintersemester 2013 Rechtswissenschaft an der Ruhr-Universität Bochum; er hat dieses Studium mangels Erfolgsaussichten mittlerweile abgebrochen, da ein Referendariat als ausgeschlossen gilt. Es kam zu einer Störung von einer von ihm besuchten Vorlesung, die Universität wurde aufgefordert, ihn zu exmatrikulieren, lehnte dies jedoch ab. Unter anderem der Fall Michael Brück warf in der Öffentlichkeit die Frage auf, ob Gegner der freiheitlich-demokratischen Grundordnung Rechtsreferendare werden sollten.
Der Fußballverein Borussia Dortmund schloss Brück aufgrund seiner politischen Aktivitäten als Vereinsmitglied Anfang 2015 aus. 2014 hatte die Borussia Brück bereits mit einem Stadionverbot belegt. Werder Bremen und Bayer 04 Leverkusen haben sich dem von Borussia Dortmund ausgesprochenen Stadionverbot für Brück angeschlossen.
Im Mai 2017 kandidierte er für Die Rechte bei der Landtagswahl in Nordrhein-Westfalen im Landtagswahlkreis Dortmund I.
Nachdem der Dortmunder Neonazi-Szene in den Jahren zuvor durch Verhaftungen wichtiger Kader und diverse Razzien bei verschiedenen Gruppierungen die politischen Aktivitäten erschwert worden waren, zog Brück Ende 2020 nach Chemnitz um.

## Buchveröffentlichung
- Kampf um Dortmund. Vier Jahrzehnte Widerstand, Sturmzeichen-Verlag, Dortmund 2024, ISBN 978-3-9825932-1-0.